# 费尔南·康特卢布
费尔南·康特卢布（法語：Fernand Canteloube，1900年8月3日—1976年7月16日），法国男子自行车运动员，出生于欧贝维利耶。他曾代表法国参加1920年夏季奥林匹克运动会自行车比赛，获得一枚金牌和一枚铜牌。